# Isohypsibius karenae
Espèce
Isohypsibius karenae est une espèce de tardigrades de la famille des Isohypsibiidae.

## Distribution
Cette espèce est endémique des Svalbard en Norvège. Elle a été découverte à Hornsund.

## Description
Isohypsibius coulsoni mesure de 169 à 395 µm.

## Étymologie
Cette espèce est nommée en l'honneur de Katarzyna Wojczulanis−Jakubas.

## Publication originale
- Zawierucha, 2013 : Tardigrada from Arctic tundra (Spitsbergen) with description of Isohypsibius karenae sp. n. (Isohypsibiidae). Polish Polar Research, vol. 34, no 4, p. 383-396 (texte intégral).